# پراکسیددار شدن لیپید

سازوکار پراکسیددار شدن لیپید.

پراکسیداسیون لیپید (انگلیسی: Lipid peroxidation) یعنی دژنراسیون اکسیداتیو چربی‌ها. در این فرآیند رادیکال‌های آزاد، الکترون‌ها را از چربی‌ها (مانند لیپیدهای غشای سلول) جدا می‌کنند و چربی را به صورت رادیکال در می‌آورند. این پروسه شامل یک مکانیسم واکنش زنجیروار از رادیکال‌های آزاد است؛ و اغلب اسیدهای چرب غیر اشباع را تحت تاثیر قرار می‌دهد.